# Себільська культура
Себільська культура, або культура Есна — верхньоєгипетська культура епохи мезоліту  (13000-10000 рокам до н. е.), представлена людьми доліхоцефального (довгоголового) типу. Ця культура цікава тим, що вона відноситься до епохи, коли відбувалося формування сучасних рас.
Культура найменована за пам'яткою розташованою за 10 км від Абу-Сімбел.
Розповсюдження культури відбувається у безпосередній близькості від Нілу, починаючи від Ваді-Хальфа.
Найдавніші артефакти мають вік 15 Кілороків до Р.Х.
На території Верхнього Єгипту культура з'являється близько 12 Кілороків до Р.Х.
Представники культури вели напівосілий спосіб життя. Основу господарства відігравали полювання на саванних тварин (буйволи, антилопи, газелі), рибальство, рідше полювання на черепаху і крокодила. і збиральництво диких злаків, насамперед ячменю та пшениці. Але одомашнених зерен не знайдено. Вважається, що в цей час люди переходять від кочового до осілого способу життя. Була висунута гіпотеза, що з часом між людьми цієї епохи почалася боротьба за ресурси, що призвело до зникнення культури.
Техніка мікролітична, близька до Оранської культури.